# Tratado de Labiau
El Tratado de Labiau fue un tratado que firmaron Federico Guillermo I, elector de Brandeburgo, y Carlos X Gustavo de Suecia el 10 de noviembrejul./ 20 de noviembre de 1656greg. en Labiau. Este trató de granjearse el apoyo de aquel mediante varias concesiones, de las cuales la principal fue la cesión de la soberanía absoluta, sin necesidad de vasallaje, del Ducado de Prusia y de Ermland (Ermeland, Warmia), pues deseaba contar con él en la segunda guerra del Norte.

## Antecedentes
Cuando estalló la segunda guerra del Norte en 1654, Carlos X Gustavo de Suecia ofreció una alianza a Federico Guillermo, el «gran elector» de Brandeburgo y duque de Prusia. Como Carlos Gustavo exigía a cambio obtener los puertos prusianos de Pillau (Baltiysk) y Memel (Klaipėda), Federico Guillermo declinó la oferta y firmó una liga defensiva con la República holandesa en 1655.

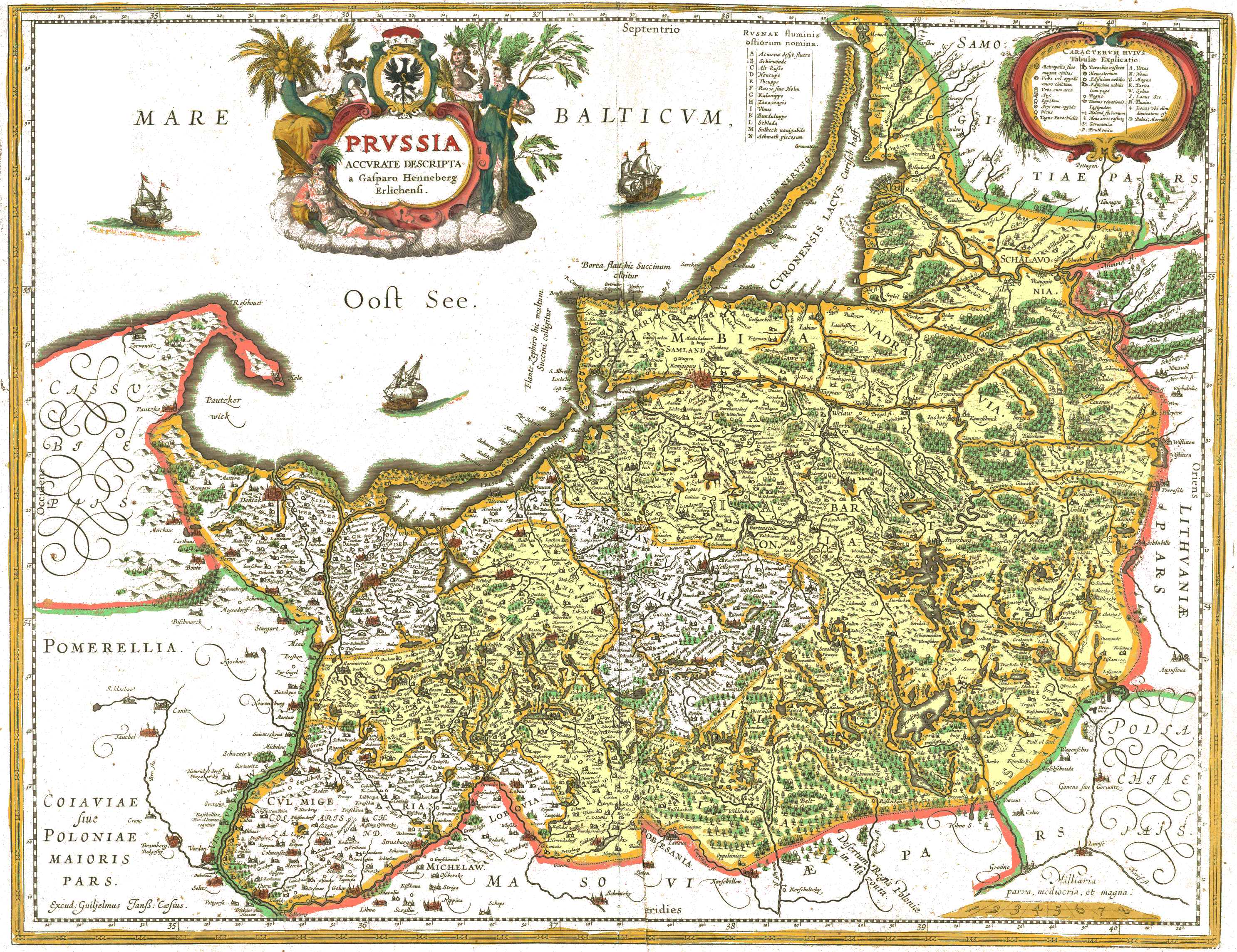
El Ducado de Prusia (amarillo) en un mapa de 1576, vuelto a imprimir en 1645. Labiau aparece como «Labiaw»

Sin embargo, las victorias suecas y la invasión sueca de Prusia obligaron a Federico Guillermo a aceptar esta como feudo del rey de Suecia en el Tratado de Königsberg el 7 de enerojul./ 17 de enero de 1656greg.. Hasta entonces, había poseído el territorio en calidad de feudo del soberano polaco. En Königsberg, el «gran elector» tuvo además que acceder a las exigencias suecas, entregar Pillau y Memel, prometer ayuda financiera y militar, y comprometerse a entregar la mitad de los ingresos por aranceles de los puertos prusianos a Suecia.
El 15 de juniojul./ 25 de junio de 1656greg., Carlos Gustavo y Federico Guillermo firmaron una alianza formal en el Tratado de Mariemburgo, en un momento en el que el avance sueco por territorio polaco-lituano había ya cesado. Suecia ofreció territorios polacos conquistados al elector y este acudió en apoyo de Carlos Gustavo con su nuevo ejército y participó en la batalla de Varsovia disputada entre el 28 y el 30 de julio, lid que marcó el «principio de la historia militar prusiana».
Aunque Suecia se alzó con la victoria en la batalla, la entrada en guerra del zar ruso, del emperador del Sacro Imperio y de la flota holandesa la perjudicaron y quedó cada vez más dependiente del auxilio brandeburgués. Esto le permitió a Federico Guillermo aumentar el precio de su cooperación con los suecos, que Carlos Gustavo accedió a pagar en el Tratado de Labiau.

## Disposiciones del tratado
Carlos Gustavo le entregó la soberanía total del Ducado de Prusia y Ermland (Ermeland, Warmia) al gran elector. Federico Guillermo pasó de ser duque de Prusia a princeps summus & suverenus. El artículo III del tratado hacía el título hereditario.
Suecia además renunciaba a los ingresos por aranceles de los puertos prusianos; a cambio, Federico Guillermo debía hacer un pago único de ciento veinte mil riksdalers. Aunque el elector era calvinista, se comprometió a conceder libertad de culto a los luteranos de sus dominios prusianos, una disposición que ya existía en los artículos IV y XVII de los tratados de Mariemburgo y Königsberg, respectivamente.
Además el tratado incluía también artículos secretos: Federico Guillermo aceptaba que Suecia se adueñase de las costas bálticas entre Prusia y la Livonia Sueca, esto es, los territorios de Curlandia, Lituania, Samogitia y Semigalia.

## Consecuencias
Después del tratado, Federico Guillermo siguió colaborando militarmente con Carlos Gustavo y le envió tropas para las campañas de este en Polonia a principios de 1657. Sin embargo, cuando Dinamarca entró en guerra y el monarca sueco evacuó Polonia para combatir en territorio danés, Federico Guillermo hizo lo propio y concentró sus fuerzas en Prusia.
Cuando un enviado de Fernando III, emperador del Sacro Imperio, le comunicó que los polacos estaban dispuesto a reconocer la soberanía de los Hohenzollern en Prusia a cambio de que el elector cambiase de bando y votase a favor del candidato Habsburgo en las siguientes elecciones imperiales, Federico Guillermo aceptó la oferta. En consecuencia, el rey polaco Juan III Sobieski firmó el Tratado de Wehlau, secreto, el 19 de septiembre de 1657, que entregó a los Hohenzollern la soberanía del Ducado de Prusia, aunque no la de Ermland, como precio de una «alianza eterna» entre Brandeburgo-Prusia y Polonia y la libertad de culto de los católicos de Prusia.
Las disposiciones del Tratado de Wehlau se mantuvieron en el de Tratado de Bromberg de noviembre; tras firmar este, Brandeburgo participó activamente en la guerra contra Suecia. Federico Guillermo votó también al candidato Habsburgo a emperador, después de que este firmase con él el 29 de febrero de 1658 un pacto en el que prometía enviarle diez mil soldados para colaborar en la campaña en la Pomerania Sueca.
El 18 de enero de 1701, gracias a ser soberano del ducado de Prusia, Federico I de Prusia se coronó «rey de Prusia».